# Pier Enea Guarnerio
Pier Enea Guarnerio (Milano, 1º luglio 1854 – Milano, 1º dicembre 1919) è stato un linguista, glottologo e poeta italiano.

## Biografia
Allievo del dialettologo Graziadio Isaia Ascoli, si laurea in Lettere e si trasferisce in Sardegna dove viene assunto come insegnante delle scuole medie. Interessato inizialmente alla poesia, l'esperienza sull'isola lo porterà ad interessarsi allo studio scientifico delle località, delle tradizioni, del folklore e delle differenze linguistiche tra i dialetti sardi, consolidandosi come uno dei massimi esponenti di linguistica sarda, ma anche uno dei primi etnografi della Sardegna, collaborando con Giuseppe Pitrè e Salvatore Salomone Marino. Si occupò anche di studi sulla lingua sarda antica.
Si trasferì successivamente a Genova, dove insegnò all'Università della città ligure ed ebbe la possibilità di studiare i testi medievali genovesi. Nel 1901 pubblicò a Milano il Dizionario etimologico di dodicimila vocaboli italiani derivati dal greco, in collaborazione con Amato Amati. Nel 1903 successe a Carlo Salvioni nella cattedra di glottologia classica e romanza dell'Università degli Studi di Pavia. Nel 1910 ottenne un buon successo una sua opera sulla storia della letteratura italiana. Continuò le sue ricerche linguistiche approfondendo questioni di ambito indoeuropeo e latino; studiò le parlate lombardo-ladine, pubblicando un grande lavoro sul lessico della Val Bregaglia; approfondì studi legati alla toponomastica, la geografia linguistica e la semasiologia.
Il 19 dicembre 1918 divenne socio dell'Accademia delle scienze di Torino.
Morì a Milano il 1º dicembre 1919 in seguito ad una lunga malattia.

## Opere
- Auxilium (1878)
- Rime (1880)
- Primo saggio di novelle popolari sarde (1883-1884)
- Il dialetto catalano di Alghero (1885-1886)
- Dialetti sardi, in Kritischer Jahresbericht über die Fortschritte der romanischen Philologie (1890-1913)
- Gli statuti della Repubblica sassarese, testo logudorese del sec. XIV, nuovamente edito d'in sul codice (1892)
- La Passione ed altre prose religiose in dialetto genovese del secolo XIV, in Giornale linguistico di archeologia, storia e letteratura, XX (1893)
- Manuale di versificazione italiana (1893)
- Del trattato dei Sette peccati mortali in dialetto genovese antico, in Nozze Cian Sappa - Flandinet (1894)
- I dialetti odierni di Sassari, della Gallura e della Corsica[2] (1896-1898)
- L'intacco latino della gutturale di ce, ci, in Supplementi dell'Archivio glottologico italiano, IV (1897)
- Dizionario etimologico di dodicimila vocaboli italiani derivati dal greco, in collaborazione con Amato Amati (1901)
- Il sardo e il còrso in una nuova classificazione delle lingue romanze (1902-1905)
- La lingua della Carta de Logu, secondo il ms. di Cagliari, in Studi sassaresi, III (1905)
- L'antico campidanese dei secoli XI-XIII secondo "le antiche Carte volgari dell'Archivio Arcivescovile di Cagliari", in Studi romanzi, IV (1906)
- Le sorti latine dell'ide. dw- iniziale, in Rendiconti del Regio Istituto lombardo di scienze e lettere, XL (1907)
- Contributio agli studi Luliani. De la doctrina dels Infans. Cod. Ambr. 0-87 sup., in Anuari de l'Institut d'estudis catalans, II (1908)
- L'origine di Meneghino, in Natura ed arte (1908)
- Appunti lessicali bregagliotti (1908-1910)
- Gli Italiani e il bel paese. La letteratura (1910)
- La rosa delle Alpi. Contributo allo studio dei nomi romanzi del "Rhododendron", in Studi letterari e linguistici dedicati a P. Rajna (1911)
- Il fantoccio del Carnevale e il giovedì grasso a Sassari, in Wörter und Sachen, III (1912)
- Intorno ad un antico condaghe sardo tradotto in spagnolo nel secolo XIV, di recente pubblicato, in Rendiconti del Regio Istituto lombardo di scienze e lettere, XLVI (1913)
- Note etimologiche e lessicali corse, in Rendiconti del Regio Istituto lombardo di scienze e lettere, XLVIII (1915)
- L'esito di EX- F- in sf- cagliaritano e sci- campidanese (1916)
- Intorno al nome del Monte Rosa, in Athenaeum, IV (1916)
- Ancora sul nome del Monte Rosa, in Athenaeum, V (1917)
- Le launeddas sarde, in Rendiconti del Regio Istituto lombardo di scienze e lettere, s. 2, LI (1918)
- Manuale di fonologia romanza (1918).